# 腔节藻属
腔节藻属（学名：Coelarthrum）为红皮藻科的一个属。

## 下级分类
本属包括以下物种：
- 聚集腔节藻 Coelarthrum boergesenii
- Coelarthrum cliftonii (Harv.) Kylin
- Coelarthrum opuntia